# Jan Kohout
Jan Kohout (Plzeň, 1961. március 29. –) cseh politikus, külügyminiszter.

## Pályafutása
Egyetemi tanulmányait a prágai Károly Egyetem Filozófiai Karán végezte, ahol 1984-ben szerzett diplomát. Katonai szolgálatát követően 1985 és 1990 között a prágai Nemzetközi Kapcsolatok Intézete tudományos kutató munkatársaként dolgozott. 1986 és 1989 között a Csehszlovákia Kommunista Pártjának tagja volt.
A bársonyos forradalom után kezdődött diplomáciai karrierje. 1990-1992 között a cseh külügyminisztérium Nemzetközi Szervezetek Főosztályán referens, majd 1993-1995 között a főosztály vezetője volt.
Első külszolgálatát Bécsben, a nemzetközi szervezetekhez (ENSZ és EBESZ) akkreditált cseh misszión töltötte, ahol első beosztott volt.
2000-2001 között a cseh külügyminisztérium Európai Uniós és Nyugat-európai Főosztályának helyettes vezetője.
2001 decemberétől politikai igazgató, majd 2002-2004 között külügyminiszter-helyettes.  Tagja volt a P. Telicka cseh uniós főtárgyaló vezette európai uniós tárgyaló csoportnak. J. Kavan külügyminiszter távozását követően ő vette át a helyét a Konventben, vagyis részt vett az Alkotmányszerződés kimunkálásában is.
Telicka EU-nagykövet európai biztosnak történt megválasztását követően 2004-2008 között ő volt a brüsszeli EU-misszió vezetője. Hazatérését követően újra külügyminiszter-helyettes lett.
2009. május 8-tól miniszterelnök-helyettes, külügyminiszter a Jan Fischer vezette átmeneti kormányban.
1995 óta a Cseh Szociáldemokrata Párt (CSSD) tagja. A CSSD-n belül soha nem töltött vezető tisztséget.

## Családja
Elvált, egy fia és egy lánya van.